# Dick Richards (Musiker)
Dick Richards (* 1924 in Yeadon, Pennsylvania als Dick Boccelli; † 12. Juli 2019 in Ocean City, New Jersey) war ein US-amerikanischer Schlagzeuger und Schauspieler.
Dick Richards spielte bis zum September 1955 bei Bill Haley & His Comets. Danach gründete er zusammen mit Marshall Lytle (Bass) und Joey D’Ambrosio (Tenorsaxophon) die Band The Jodimars, die 1959 aufgelöst wurde.
Nach deren Neugründung von Bill Haley’s Original Comets 1987 ging Richard wieder regelmäßig auf Tourneen durch Europa und die USA und nahm Tonträger auf.
Neben Walter Bucks und Tom Gargan war Richards seit 2013 noch Mitglied der Band The Ready Rockers, mit denen er regelmäßig regional auftrat.
Richards spielte seit den 1970er-Jahren immer wieder kleinere Rollen in amerikanischen Filmen und Serien.
Richard war von 1950 bis zu ihrem Tode 1986 mit Elizabeth (Betty) Kurtz verheiratet. Sie hatten zusammen drei Töchter. Anschließend war er bis zu seinem Tode mit Shirley Kubaska liiert.

## Diskografie
- 1993: We’re Gonna Party, mit Bill Haley’s Original Comets, Hydra Records[6]
- 1994: You’re Never too Old to Rock, mit Bill Haley’s Comets, Hydra Records[7]
- 1998: The House Is Rocking, mit The Comets, Rockstar Records[8]